# Zalewo
Zalewo é um município da Polônia, na voivodia da Vármia-Masúria e no condado de Iława. Estende-se por uma área de 8,22 km², com 2 165 habitantes, segundo os censos de 2017, com uma densidade de 263,0 hab/km².